# Fjodor (TV-serie)
Fjodor är en svensk dramaserie som under perioden 12 oktober 1984-26 april 1985 visades  i TV2 i regi av Lars D.O. Sjögren.

## Handling
Serien handlar om Sverker (Svante Kettner) och Mirre (Marta Oldenburg), två unga vuxna, som hittar skrivbordsdatorn Fjodor i en lägenhet i Stockholm. Genom datorn får de olika uppdrag.